# Taddeo Novello da Pietrarubbia

Stemma della famiglia Da Montefeltro

Taddeo Novello da Pietrarubbia dei conti da Montefeltro (... – 1299) è stato un condottiero italiano, discendente della famiglia marchigiana dei da Montefeltro.

## Biografia
Taddeo Novello era figlio di Taddeo II da Montefeltro, ed era detto novello dei conti di Urbino. Anch'egli come il padre di fazione guelfa, si assicurò nel 1268 il controllo papale su Rimini insieme con Malatesta da Verucchio. Alla morte del padre, caduto nella battaglia di Forlì (disastrosa per i guelfi), nel 1283 divenne conte di Pietrarubbia. Divenne nemico di Malatesta di Verrucchio ma dopo vari incontri, come quello del 1292 presso la Chiesa di San Giovanni Battista a Pesaro fu siglata nel 1293 una riconciliazione a Montescudo , consegnandogli i castelli precedentemente espugnatigli e un figlio che teneva in ostaggio. Nel 1299, fatto prigioniero da Goboardo di Macerata, fu gettato in carcere e pochi giorni dopo fu barbaramente ucciso.